# Croatian International 2023
Die Croatian International 2023 fanden vom 28. September bis zum 1. Oktober 2023 in Zagreb statt. Es war die 23. Austragung dieser internationalen Meisterschaften von Kroatien im Badminton.

## Sieger und Platzierte
| Disziplin    | Gold                                | Silber                               | Bronze                                        |
| ------------ | ----------------------------------- | ------------------------------------ | --------------------------------------------- |
| Herreneinzel | Daniil Dubovenko                    | Aria Dinata                          | Simon Baron-Vezilier                          |
| Herreneinzel | Daniil Dubovenko                    | Aria Dinata                          | Kian-Yu Oei                                   |
| Dameneinzel  | Milena Schnider                     | Azkya Aliefa Ruhanda                 | Samanta Golubickaitė                          |
| Dameneinzel  | Milena Schnider                     | Azkya Aliefa Ruhanda                 | Daniella Gonda                                |
| Herrendoppel | Robert Cybulski Szymon Slepecki     | Jakub Melaniuk Wiktor Trecki         | Marvin Datko Jarne Schlevoigt                 |
| Herrendoppel | Robert Cybulski Szymon Slepecki     | Jakub Melaniuk Wiktor Trecki         | David Salutt Kevin Strobl                     |
| Damendoppel  | Paulina Hankiewicz Kornelia Marczak | Agathe Cuevas Kathell Desmots-Chacun | Spela Alič Anja Jordan                        |
| Damendoppel  | Paulina Hankiewicz Kornelia Marczak | Agathe Cuevas Kathell Desmots-Chacun | Soňa Hořínková Kateřina Zuzáková              |
| Mixed        | Samuel Jones Sian Kelly             | Vít Kulíšek Kateřina Zuzáková        | Robert Cybulski Kornelia Marczak              |
| Mixed        | Samuel Jones Sian Kelly             | Vít Kulíšek Kateřina Zuzáková        | Jan Janoštík Tallulah Sharleen van Coppenolle |